# Эркин Османлы
Эркин Османлы (азерб. Erkin Osmanlı; род. 18 февраля 1989, Баку, Азербайджан) — азербайджанский певец, автор песен, поэт, писатель и актёр. Эркин Османлы начал свою певческую карьеру в 17 лет на проекте «Академия», где он стал известен широкой публике, а также на национальных отборах Евровидения.

## Реалити-шоу «Академия» и юношеская слава (2006—2007)

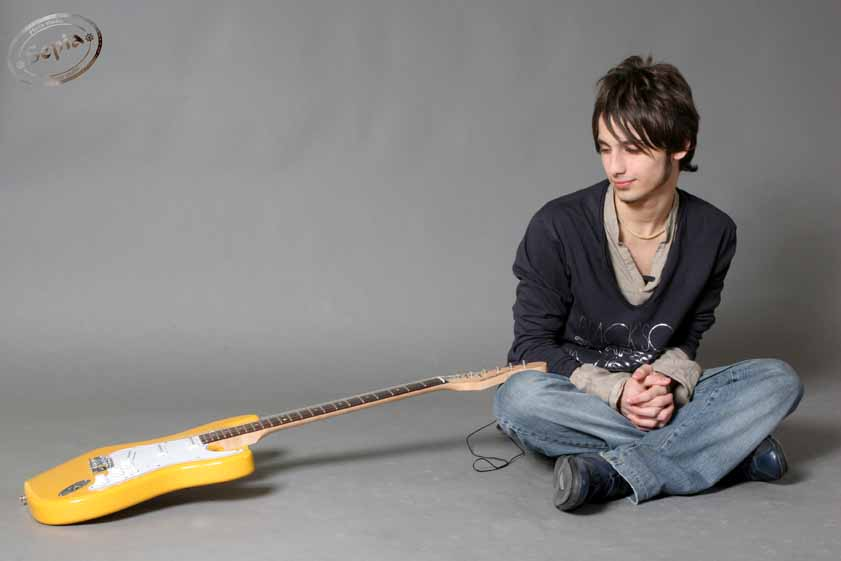
Эркин Османлы в 2006 году.

В 2006 году Эркин Османлы, успешно пройдя отборочные раунды, стал участником проекта азербайджанской певицы Брилиант Дадашевой, -  музыкального реалити-шоу «Академия», которое транслировалось на телеканале Лидер. Несмотря на свою нетипичную для Баку западную внешность, тягу к рок-музыке, которая не была популярна в стране, Эркин Османлы смог за короткое время влюбить в себя публику и стать главной сенсацией проекта. Выступления Эркина Османлы также оказали большое влияние на дальнейшую популяризацию рок-музыки в Азербайджане. Эркин Османлы завершил проект на пятом месте, покинув его за неделю до финала, к огромному разочарованию поклонников и экспертов.

## Национальный Отбор на Евровидение (2007—2014)
Несмотря на депрессию, которая начала преследовать исполнителя после проекта «Академия», в 2007 году Эркин Османлы вошёл в пятерку претендентов на право впервые представить Азербайджан на конкурсе песни Евровидение 2008. Тем не менее, незадолго до финального шоу Эркин Османлы решил отозвать свою кандидатуру.
В 2012 году Эркин Османлы вновь предпринял попытку представить Азербайджан на конкурсе песни Евровидение 2012, но не сумел выйти из отборочной группы, в которой победила будущая представительница Азербайджана Сабина Бабаева.
В 2014 году очередная попытка Эркина Османлы представить Азербайджан на конкурсе песни Евровидение 2014 не дала положительных результатов. По итогам отбора, проводившегося в рамках конкурса «Большая Сцена», победительницей которой стала Диляра Казимова, Эркин Османлы вошёл в тройку финалистов.

## Другие деятельности
Помимо музыки Эркин Османлы также посвятил несколько лет работе копирайтера в сфере рекламы и за это время создал множество слоганов, неймингов и ТВ-роликов для местных брендов.
В 2014 году Эркин Османлы выпустил на своем YouTube-канале короткий фильм «I Found You» с участием Диляры Казимовой и её супруга.

## Песни, исполнявшиеся другими исполнителями
| Песня                          | Год  | Исполнитель                | Альбом    | Роль                           |
| ------------------------------ | ---- | -------------------------- | --------- | ------------------------------ |
| «Earthquake on the Dancefloor» | 2011 | ALIGEE feat. Azerilife Inc |           | Автор слов                     |
| «Yay»                          | 2012 | Мири Юсиф                  | «Nirvana» | Автор слов, музыки             |
| «Feels So Right»               | 2015 | Эльнур Мамедов             |           | Автор слов, музыки, бек-вокалы |
| «Kiss You Goodbye»             | 2016 | Жижич, Нина                |           | Автор слов                     |